# Moriz Benedikt (publicist)

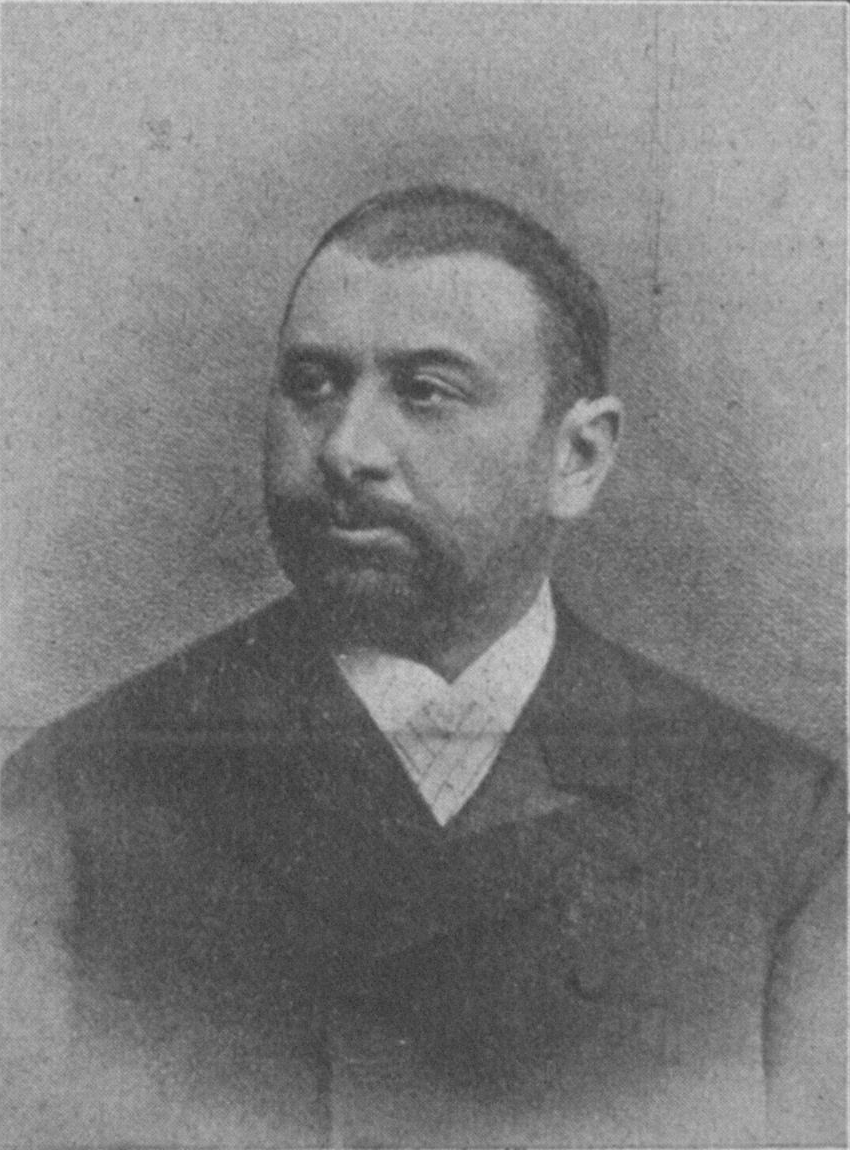
Moriz Benedikt 1904.

Moriz Benedikt, född den 27 maj 1849 i Quastchitz, Mähren, död den 18 mars 1920 i Wien, var en österrikisk tidningsutgivare och journalist. 
Benedikt blev 1872 medarbetare i och 1881 utgivare av "Neue Freie Presse", vars huvudägare han så småningom blev och som han ledde i anti-tjeckisk anda.